# Black & White 2
Black & White 2 – komputerowa strategiczna gra czasu rzeczywistego, wyprodukowana przez Lionhead Studios i wydana w 2005 roku przez Electronic Arts. Jest to sequel gry Black & White. Gracz wciela się w niej w istotę sprawującą kontrolę nad światem (tzw. gra w boga).

## Koncepcja gry
Najbardziej charakterystyczną cechą Black & White 2 jest to, że gracz wciela się w postać boga przyzwanego przez modlitwy ludzi. Bóg kierowany przez gracza nie jest ani wszechmocny, ani jedyny – jego przetrwanie zależy od modlitw swoich wyznawców, o których potrzeby musi dbać i o względy których musi zabiegać. Poza tym gracz posiada chowańca, czyli wielkie antropomorficzne zwierzę, które podlega bożym rozkazom. Chowaniec może być krową, lwem, małpą, wilkiem albo tygrysem. Zwierzak w miarę postępów w grze rozwija się – rośnie, a także kształtuje swoją osobowość. Dobrze wyszkolony chowaniec może pomagać graczowi w wielu działaniach.
Poza symulacją mocy boga i możliwością rozbudowy miast, w Black & White 2 znalazły się elementy typowej gry strategicznej – gracz może budować armie i kierować nimi wedle własnej woli.
Black & White 2, w przeciwieństwie do Black & White, posiada typowy dla gier strategicznych interfejs, za pomocą którego można obserwować stan chowańca, rozbudowywać miasta, kontrolować wojska itd.

## Władza oddziaływania
Jedyną drogą bezpośredniego oddziaływania na świat jest „boska ręka”, za pomocą której gracz może podnosić ludzi, drzewa, jedzenie itp. oraz oddziaływać na powierzchnię ziemi. Poza tym można czynić cuda, ale do tego potrzebna jest mana (moc modlitwy ludzi). Jedną z najbardziej innowacyjnych cech gry jest ograniczenie roli tradycyjnego interfejsu użytkownika na rzecz operacji wykonywanych „boską dłonią”. Na przykład, gdy gracz chce uczynić cud, może wybrać go z odpowiedniego menu, ale wystarczy, że wyrysuje ręką na ziemi odpowiedni symbol.
Cuda posiadają wiele różnych zastosowań. Jest 6 cudów zwyczajnych: ogień, błyskawica, woda, tarcza, uleczenie i meteory, każdy z nich może być rzucony w odpowiednie miejsce lub rozlany (zwiększa się wtedy przestrzeń oddziaływania kosztem mocy). Poza tym występują cztery cuda epickie: huragan, syrena, trzęsienie ziemi i wulkan, w przeciwieństwie do zwyczajnych mogą one być czynione również poza strefą wpływów (obszarem boskiej władzy gracza).

## Krainy i ich ludności
- Na pierwszej wyspie gracz posiada chowańca i uczy się podstawowych zasad gry.
- W drugiej krainie gracz dowiaduje się o swoim przeznaczeniu – ma uwolnić naród grecki od nękających go Azteków.
- Trzeci świat to kontynuacja nauki. Celem jest zdobycie wiosek koczowników, które można podbijać na dwa sposoby: wojskiem lub splendorem. Wybór ma wpływ na wygląd mieszkańców i budynków w osadach.